# Bulbophyllum bigibbum
Bulbophyllum bigibbum är en orkidéart som beskrevs av Rudolf Schlechter. Bulbophyllum bigibbum ingår i släktet Bulbophyllum och familjen orkidéer. Inga underarter finns listade i Catalogue of Life.